# Euploea amida
Euploea amida är en fjärilsart som beskrevs av Hans Fruhstorfer 1910. Euploea amida ingår i släktet Euploea och familjen praktfjärilar. Inga underarter finns listade i Catalogue of Life.